# Justin Edwards (baloncestista de 1992)
Justin Stefan Edwards (Scarborough, Ontario, 31 de octubre de 1992) es un baloncestista estadounidense que pertenece a la plantilla del U-BT Cluj-Napoca de la Liga Națională (baloncesto) rumana. Con 1,90 metros de estatura, juega en la posición de base.

## Trayectoria deportiva

### Universidad
Jugó dos temporadas en los Black Bears de la Universidad de Maine, en las que promedió 15,3 puntos, 5,4 rebotes y 3,4 asistencias por partido. En su primera temporada fue incluido en el mejor quinteto rookie de la America East Conference, mientras que al año siguiente sería incluido en el segundo mejor quinteto de la conferencia.
En 2013 fue transferido a los Wildcats de la Universidad Estatal de Kansas, donde tras cumplir el año en blanco que impone la NCAA, jugó dos temporadas más, en las que promedió 9,6 puntos, 4,6 rebotes y 2,2 asistencias por partido.

### Profesional
Tras no ser elegido en el Draft de la NBA de 2016, en julio de ese mismo año firmó su primer contrato como profesional con en Alba Fehérvár húngaro. Allí jugó una temporada en la que promedió 14,3 puntos y 4,2 rebotes por partido. Esa temporada ganó tanto la liga como la copa de Hugría.
Regresó a su país para ser incluido en las Ligas de Verano de la NBA por los Toronto Raptors, donde jugó dos partidos en los que promedió 2,5 puntos y 4,5 rebotes. En el mes de julio se  anunció su fichaje por la Orlandina Basket de la Serie A italiana. Allí jugó ocho partidos de liga en los que promedió 13,4 puntos y 5,7 rebotes. En el mes de noviembre fue traspasado a los Goyang Orions de Corea del Sur.